# Ягольник Антоніна Михайлівна
Антоніна Михайлівна Ягольник (нар. 13 січня 1979, м. Кременець Тернопільської області, УРСР) — адвокатеса у сфері антимонопольного права. Юристка й партнерка міжнародної юридичної компанії Baker & McKenzie з 2004 до 2012, наразі — керівна партнерка юридичної компанії CLACIS[уточнити]. Із 2004 року здійснює адвокатську діяльність відповідно до ліцензії № 978 від 28.04.2004, яка видана львівською обласною КДКА. Була кандидаткою на посаду голови Антимонопольного комітету України (згідно з постановою Кабінету Міністрів України № 4641 від 07.04.2014 р.).

## Освіта
Ягольник закінчила Львівський національний університет, виграла грант і поїхала на навчання до Великої Британії, де здобула ступінь магістра права в Кембриджському університеті, а також ступінь магістра міжнародного права та економіки в Інституті світової торгівлі (Швейцарія).

## Програма потенційної глави АМКУ
Ягольник приділила увагу спрощенню низки важливих для бізнесу процедур та оптимізації діяльності органу з метою допомоги підприємцям. Це, зокрема:
- встановлення прозорих процедур розгляду справ та надання дозволів;
- проведення об'єктивної оцінки ринків і встановлення чітких, справедливих та прозорих правил ведення бізнесу;
- запровадження спеціальних правил для ринків з особливими структурами;
- демонополізація ряду ринків та введення публічних торгів на товари згаданих підприємств;
- перевірка ціноутворення товарів порушників.

Особливу увагу планувалося приділити ринкам соціально значущих товарів, оскільки їхня ціна була вище, ніж у країнах ЄС, а якість не відповідала заявленій вартості.

## Відзнаки
- Band 1 провідних спеціалістів-практиків у сфері конкурентного права в Україні за версією Chambers Europe (2010—2024)[4].
- Leading Individual — провідна спеціалістка-практик у сфері конкурентного права в Україні за версією Leading Legal 500 EMEA (2017—2024)[5].
- Who's Who Legal: Competition — визнана провідною спеціалісткою (2020—2023).
- Найкраща юристка в галузі конкурентного права в Україні за версією Best Lawyers (2013—2022).
- Визнана переможницею Client Choice Award 2022 (Вибір Клієнта 2022) міжнародною юридичною платформою Lexology.
- Визнана експерткою у сфері антитрасту та конкуренційного права міжнародним рейтингом Women in Business Law Expert Guide у 2019, 2021, 2022.
- Входить до списку кращих юристів у сфері конкуренції та антимонопольного права України за версією рейтингу «Вибір клієнта. ТОП-100 найкращих юристів України» (2015, 2017, 2021).
- Входить до списку найкращих жінок-юристок України за версією видання «Юридична практика» (2016—2017).
- ТОП-2 юристів-практиків України у сфері конкурентного права за версією Ukrainian Law Firms. A Handbook for Foreign Clients (2015—2018).
- ТОП-3 юристів-практиків України у сфері конкурентного права за версією Ukrainian Law Firms. A Handbook for Foreign Clients (2010—2014).
- Юристка року у сфері конкурентного права за версією Best Lawyers (2013).
- Найкраща юристка у сфері конкурентного права за версією «Юридична Премія» (2013).
- Провідна спеціалістка з питань конкуренції за версією Euromoney Legal Media/IFLR, Expert Guides to the World's Leading Lawyer(2008, 2010—2011).
- Найкраща юристка у сфері конкуренції й антимонопольного права України за версією World Finance Legal Award (2009).